# Tysklands Grand Prix 1971
Tysklands Grand Prix 1971 var det sjunde av elva lopp ingående i formel 1-VM 1971.

## Resultat
1. Jackie Stewart, Tyrrell-Ford, 9 poäng
2. François Cévert, Tyrrell-Ford, 6
3. Clay Regazzoni, Ferrari, 4
4. Mario Andretti, Ferrari, 3
5. Ronnie Peterson, March-Ford, 2
6. Tim Schenken, Brabham-Ford, 1
7. John Surtees, Surtees-Ford
8. Reine Wisell, Lotus-Ford
9. Graham Hill, Brabham-Ford
10. Rolf Stommelen, Surtees-Ford
11. Vic Elford, BRM
12. Nanni Galli, March-Alfa Romeo

### Förare som bröt loppet
- Emerson Fittipaldi, Lotus-Ford (varv 8, oljeläcka)
- Chris Amon, Matra (6, olycka)
- Henri Pescarolo, Williams (March-Ford) (5, upphängning)
- Peter Gethin, McLaren-Ford (5, olycka)
- Denny Hulme, McLaren-Ford (3, bränsleläcka)
- Howden Ganley, BRM (2, motor)
- Andrea de Adamich, March-Alfa Romeo (2, insprutning)
- Jacky Ickx, Ferrari (1, olycka)

### Förare som diskvalificerades
- Jo Siffert, BRM
- Mike Beuttler, Clarke-Mordaunt-Guthrie (March-Ford) (tog fel väg in i depå)

### Förare som ej kvalificerade sig
- Joakim Bonnier, Jo Bonnier (McLaren-Ford)
- Helmut Marko, Jo Bonnier (McLaren-Ford)